# Tulung Dzong (meteoryt)
Tulung Dzong – meteoryt kamienny, którego spadek zaobserwowano w 1944 roku w Tybecie. Tulung Dzong jest jedynym oficjalnie potwierdzonym meteorytem znalezionym w tym regionie. 